# Rebel·lió de Roldán
La rebel·lió de Roldán fou l'aixecament en armes de l'any 1498 liderat per Francisco Roldán a les Antilles.
Incòmodes amb la manera de governar de Cristòfor Colom i els seus germans, amb la precarietat de la vida a l'illa Hispaniola i l'impediment de tornar a Espanya, diversos grups d'espanyols van intentar aixecar-se en armes contra l'administració de la colònia incipient. Un primer intent d'insurrecció dirigit per Bernal Díaz de Pisa, va ser sufocat per Colom. Miquel de Ballester va reeixir una concòrdia provisional entre Colom i Roldàn. Però un segon va reeixir.
Francisco Roldán, alcalde major de la Isabela i antic criat de l'almirall, va iniciar la seva rebel·lió, i va rebre el suport creixent dels colons, doncs reivindicava el dret a cercar or en profit personal, a gaudir del treball dels indis, a prendre aborígens per esposes, així com la llibertat per retornar a la península. Exigia també l'abolició del tribut a què estaven obligats els indis.
L'any 1498, totes les poblacions i fortaleses espanyoles situades a l'illa Hispaniola, excepte les poblacions de la Vega i La Isabela, s'havien unit a Roldán. Cristòfor Colom no va tenir més remei que cedir, signant el 1499 les Capitulacions d'Azua. Per mitjà d'aquestes es nomenava Francisco Roldán com a batlle major a perpetuïtat de la ciutat de Santo Domingo, s'atorgava amnistia a tots els rebels, se'ls concedia el dret de retornar a Espanya quan ho volguessin, d'unir-se amb els taínos i d'utilitzar la mà d'obra aborigen a la recerca d'or per profit personal. També se'ls va concedir el pagament dels salaris endarrerits encara que no haguessin treballat en els darrers dos anys, i se'ls van lliurar terres perquè fessin que els seus esclaus taínos les treballessin. Aquest va ser l'origen del sistema de comandes.